# 乎多氐命
乎多氐命（をたてのみこと、生没年不詳）は、甲斐国一宮浅間神社に伝わる『古屋家家譜』に記録が残る古墳時代の人物。武日命の弟で、孝霊朝・開化朝の官人である豊日命の子。

## 概要
『古屋家家譜』によれば、日本武尊の東征に従って、陸奥国小田郡島田邑に至り、大伴行方連、大伴白河連の祖となったという。
これと関連して、『続日本紀』神護景雲3年3月13日条には、行方郡の人の外正六位下大伴部三田ら4人に「大伴行方連」が賜氏姓されている。『日本後紀』延暦16年（797年）正月条にも、陸奥国白川郡の人、外□八位□大伴部足猪らに「大伴白河連」を、黒川郡の人の外少初位上大伴部真守および行方郡の人の外少初位上大伴部兄人には「大伴行方連」を与えたとある。
なお、『続日本紀』神護景雲3年11月己丑条には、「先祖が紀伊国名草郡片岡里から征夷軍に従って陸奥国小田郡嶋田村に移住した」という大伴部押人についての記述がある。